# XENO
『XENO』（ゼノ）は、Crossfaithの4枚目フルアルバム。2015年9月16日にLUSTFORLIVESよりリリースされた。

## 概要
メジャーレーベルに移籍後初、ワールドデビュー作である『APOCALYZE』以来2年振り。アルバムタイトルについてヴォーカルのKoieは、XENOには"未知なる"という意味があり、自らでさえ想像できないような今の自分たちの音楽を表すのにすごくピンとくる単語だったと話している。Koieが歌メロを歌うなど新たなチャレンジを盛り込み、アルバム全体がドラマティックになるような幅広い楽曲を12曲収録。
本アルバムにはP!NKやLamb of Godなどのアーティストを手掛けるJosh Wilburをプロデューサーに迎えた他、Kazuki（Gt）の脳内出血による長期離脱により元NEW BREEDのTama（Gt）がサポートとしてツアーに参加（アルバムのギターはKazukiによる演奏）。
「Devil's Party」「WILDFIRE」にはミュージック・ビデオ(後者は2016年2月16日より公開)、表題曲「Xeno」にはリリック・ビデオ、「Ghost In The Mirror」にはオーディオ・ビデオが製作されたほか、公式アカウントより他の8曲についてもフルサイズで公開された。

## 収録内容
1. System X (01:35)
  - 作曲:Crossfaith

インスト曲
2. Xeno (04:12)
  - 作詞:Kenta Koie　/　作曲:Crossfaith

本アルバムのタイトルにもなっている楽曲。LAのモーテルでTeruとKazukiが一晩で書き上げた[5]。
3. Raise Your Voice (03:42)
  - 作詞:Kenta Koie　/　作曲:Crossfaith
4. Devil's Party (03:16)
  - 作詞:Kenta Koie　/　作曲:Crossfaith
5. Ghost In The Mirror (03:33)
  - 作詞:Kenta Koie　/　作曲:Crossfaith

TeruとKazukiの共作。
フィーチャリングにBeartoothのカレブ・ショモを迎えた。
6. Dystopia (03:18)
  - 作詞:Kenta Koie　/　作曲:Crossfaith
7. Wildfire (03:58)
  - 作詞:Kenta Koie　/　作曲:Crossfaith

フィーチャリングにスキンドレッドのベンジ・ウェブを迎えた。Teruが作曲段階ですでにフィーチャリングを念頭においていた[5]。EDM色の強い楽曲。
8. Tears Fall (04:19)
  - 作詞:Kenta Koie　/　作曲:Crossfaith

Kazukiによる作曲。Crossfaith初となるバラード。自分の体に何が起きているのか理解出来ないまま手が動かなくなり技術が失われていく状況で、楽しい楽曲を書くことは難しい中生まれた楽曲[6]。
9. Paint It Black (03:49)
  - 作詞:Kenta Koie　/　作曲:Crossfaith
10. Vanguard (03:26)
  - 作詞:Kenta Koie　/　作曲:Crossfaith

Kazukiによる作曲。昔のCrossfaithのメタルコアサウンドを意図した曲[5]。サポートのTamaが作曲に参加。
11. Calm The Storm (03:27)
  - 作詞:Kenta Koie　/　作曲:Crossfaith
12. Astral Heaven (05:01)
  - 作曲:Crossfaith

インスト曲

## 参加ミュージシャン
- Skindred / ベンジ・ウェブ - Wildfire
- Beartooth / カレブ・ショモ - Ghost In The Mirror

## ツアー
- "XENO WORLD TOUR 2016 : EUROPE"
  - 2月25日 - LA LAITERIE, STRASBOURG, FRANCE
  - 2月26日 - LA CAFE CHARBON, NEVERS, FRANCE
  - 2月27日 - L'ORANGE BLEUE, VITRY-LE-FRANCOIS, FRANCE
  - 2月28日 - CHATO DO, BLOIS, FRANCE
  - 3月1日 - LOGO, HAMBURG, GERMANY
  - 3月2日 - TRIX CLUB, ANTWERP, BELGIUM
  - 3月3日 - HELLING, UTRECHT, NETHERLAND
  - 3月4日 - STROM, MUNICH, GERMANY
  - 3月5日 - OFFICINA DEGLI ANGELI, VERONA, ITALY
  - 3月7日 - DYNAMO, ZURICH, SWITCHERLAND
  - 3月8日 - ARENA, VIENNA, AUSTRIA
  - 3月9日 - ROCK CAFE, PRAGUE, CZECH REPUBLIC
  - 3月11日 - MAGNET, BERLIN, GERMANY
  - 3月12日 - LUXOR, COLOGNE, GERMANY
  - 3月13日 - BRISE GLACE, ANNECY, FRANCE
  - 3月14日 - LE TRABENDO, PARIS, FRANCE
- "XENO WOLRD TOUR 2016 : UK"
  - 3月16日 - Chinnerys, Southend
  - 3月17日 - Wedgewood Rooms, Portsmouth
  - 3月18日 - The Haunt, Brighton
  - 3月19日 - Y Plas, Cardiff
  - 3月20日 - The Hub, Plymouth
  - 3月22日 - Key Club, Leeds
  - 3月23日 - Sub 89, Reading
  - 3月24日 - Slade Rooms, Wolverhampton
  - 3月25日 - Academy 2, Liverpool
  - 3月26日 - Academy 2, Manchester
  - 3月28日 - King Tuts, Glasgow
  - 3月29日 - Corporation, Sheffield
  - 3月30日 - Waterfront, Norwich
  - 3月31日 - Electric Brixton, London
- "XENO WOLRD TOUR 2016 : RUSSIA"
  - 4月2日 - Volta Club, Moscow
  - 4月3日 - Club Zal, St. Petersburg